# Concessió Tati
La Concessió Tati fou el nom donat a un territori del regne de Matabelàndia a la zona propera al protectorat de Betxuanalàndia. La concessió fou feta al principi pel rei Matabele Lobengula a Sir John Swinburne. Va ser administrat des del Protectorat de Betxuanalàndia des de 1893, però després de 1911 fou formalment annexionada a aquest territori i segregada de Matabelàndia esdevenint una zona estatutària creada per la seva primera peça de legislació, la Proclamació Número 2 de 1911 del Alt Comissari de Betxuanalàndia. Fou localment administrat per un funcionari judicial del nivell inferior anomenat Justice of the Peace (Justícia de la Pau, gairebé com un dels nostres Jutges de pau). La capital fou Francistown, avui una ciutat notable de Botswana.
L'Acte més tardà de govern i regulació d'aquesta Concessió és la Tati Concessions Land Act 1970 (32:05). La provisió més polèmica en aquest acte pot trobar-se dins la secció 6 de la norma abans esmentada, el qual declara que "El dret a tots els minerals i pedres precioses sota la terra al districte de Tati és reservat a la Tati Concessions Limited, i també el dret de prospecció i treballs successius." L'efecte d'aquesta secció és que els drets Minerals foren retirats a l'estat en aquesta entitat, cosa que és contrària al desig del govern de Botswana que reclamava tots els drets Minerals en el País per en el seu cas retornar-ho a qui hi tingués dret (això es pot veure a la Secció 3 de la llei de Mines i de Minerals de 1999 (66:01) que té l'efecte que tots els minerals dins Botswana, amb excepció dels de la Concessió Tati, són propietat de la República de Botswana.
- 1864: Descobriment d'or a l'àrea del riu Tati River llavors part del regne dels matabeles.
- 1872: Concessió feta a Sir John Swinburne (nascut el 1831 - mort el 1914), que més tard va adquirir altres concessions.
- 1893: La Concessió Tati es segregada administrativament del Matabeleland i col·locada sota la jurisdicció del Comissari Resident britànic del Protectorat de Betxuanaland
- 21 de gener de 1911: Annexionat a Betxuanaland (ara Botswana) via la Tati Concessions Land Act, amb un acord especial per conservar drets d'accés pels ferrocarrils de Rhodèsia (ara els Ferrocarrils Nacionals de Zimbàbue).

La Tati Concessions Limited va ser creada per John Swinburne i va rebre del Govern britànic el dret d'emetre els seus segells d'Ingressos propis el 1896 per a ús en instruments legals.